# Седма крајишка ударна бригада
Седма крајишка народно-ослободилачка ударна бригада формирана је 27. децембра 1942. године у селу Ораховљани код Мркоњић Града од два батаљона расформираног Шестог крајишког партизанског одреда и два батаљона Трећег крајишког партизанског одреда. На дан формирања имала је четири батаљона са 1.267 бораца.
Први командант бригаде био је Раде Маријанац, народни херој, а политички комесар Љубо Бабић.
За своје заслуге током Народноослободилачког рата одликована је Орденом заслуга за народ и Орденом братства и јединства, а поводом петнаестогодишњице битке на Сутјесци, јуна 1958. године и Орденом народног хероја.

## Формирање бригаде
Седма крајишка бригада НОВЈ формирана је наредбом штаба Пете крајишке дивизије од 25. децембра 1942. Формирање бригаде формално је обављено на свечаној смотри у Ораховљанима 27. децембра 1942. У четири батаљона, штабу и приштапским јединицама било је постројено 1.267 бораца.
Штаб бригаде сачињавали су:
- командант Раде Маријанац
- политички комесар Љубо Бабић
- заменик команданта Милан Зорић
- заменик политичког комесара Мијушко Шибалић
- руководилац санитета др. Саломон-Мони Леви

Бригаду су сачињавала четири батаљона:
- батаљон „Соко“ из Шестог крајишког НОП одреда
- батаљон „Змијање“ из Шестог крајишког НОП одреда
- батаљон „Искра“ из Трећег крајишког НОП одреда
- батаљон „Пелагић“ из Трећег крајишког НОП одреда

Батаљони „Соко“ и „Змијање“ од октобра 1942. функционисали су под заједничком командом, под привременим називом „Крајишка полубригада“. Сва четири батаљона била су компактне формације са богатим борбеним искуством.
Формирање бригаде предвиђено је још наредбом Врховног штаба НОВ и ПОЈ од 9. новембра 1942, којом је формиран Први босански корпус НОВЈ, али због заузетости батаљона у борбама на разним територијама, одлагано је до краја децембра. По истој наредби, бригада постала део састава Пете крајишке дивизије.

## Борбени пут Седме крајишке бригаде
До средине јануара 1943. године Седма крајишка ударна бригада водила је борбе на терену Мањаче и Јајца. У време Четврте непријатељске офанзиве учествовала је у одбрамбеним борбама Пете крајишке дивизије на правцу Сански Мост-Босански Петровац; затим је, водећи маневарску одбрану, затворила правце који од Бање Луке и Јајца воде ка долини Раме и Прозора, штитећи повлачење Централне болнице ка долини Раме.
У току тих борби, њен Други батаљон, који је затварао правац Кључ-Млиниште, остао је у саставу главнине Пете крајишке дивизије у рејону Дрвар-Гламоч. Почетком марта 1943. године, бригада је (без Другог батаљона) одлуком Врховног штаба НОВ и ПОЈ, ушла у састав Оперативне групе дивизија и учествовала у завршним борбама битке на Неретви, а затим, као заштитница, у продору Групе дивизија преко Прења ка Дрини. Крајем марта 1943. године бригада је, одлуком Врховног штаба ушла у састав Прве пролетерске дивизије.
У наступању кроз Санџак и Црну Гору, у периоду април-мај 1943. године, бригада се истакла у разбијању четника на Челебићу и Сињајевини. у почетку Пете непријатељске офанзиве, водила је одбрамбене код Колашина, у Горњој Морачи, а затим, после изузетно напорног марша, ушла у борбе с немачким снагама које су продирале од Никшића и Гацка према Пиви. Тешке вишедневне борбе бригада је водила на Пивском Јаворку, спречавајући продор надмоћних немачких снага ка Мратињу, када се повлачила главнина снага Групе дивизија НОВЈ. У тим борбама претрпела је тешке губитке, али је задатак успешно извршен. У периоду од 6. до 9. јуна, после преласка реке Сутјеске, бригада је учествовала у борбама за одбрану стазе којом су се преко Тјентишта, повлачиле снаге НОВЈ према Зеленгори, вршећи у више наврата противнападе на утврђене немачке положаје на Кошуру.
Према истраживању Виктора Кучана, У бици на Сутјесци, бригада је у свом саставу имала укупно 1161 борца (1025 мушкараца и 136 жена). У току битке погинуло је 376 бораца Седме крајишке бригаде НОВЈ.
До почетка августа 1943. године, бригада је учествовала у противофанзиви Оперативне групе дивизија НОВЈ кроз источну Босну, водећи тешке борбе у долини реке Спрече и на падинама Коњуха. Тада је, у саставу Прве пролетерске дивизије, кренула у Босанску крајину, где је стигла са свега 356 бораца, изгубивши у борбама током Четврте и Пете непријатељске офанзиве две трећине свог борачког састава.
После повратка у Босанску крајину, бригада је, попуњена новим борцима и ушла је у састав Десете крајишке дивизије. Извесно време је дејствовала у југоисточном делу Босанске крајине - око Купреса, Гламоча, Јајца и Мркоњић-Града. Средином октобра 1943. године учествовала је, са Првом пролетерском дивизијом, у нападу на Травник, а затим је офанзивно дејствовала на простору Сарајево-Високо-Травник. Током јануара 1944. године, маневарским дејствима на терену Прозор-Купрес-Шујица паралисала је офанзиву јаких немачких снага, да би, затим, поново, до јесени 1944, наставила офанзивна дејства на терену Сарајево-Травник, вршећи првенствено ударе на комуникације у долини реке Босне.
Бригада је учествовала у борбама за ослобођење Травника (од 20. до 22. октобра), у његовој одбрани (од 19. до 22. јануара) и поновном ослобођењу (од 15. до 19. фебруара). Затим је учествовала у Сарајевској операцији, ослобођењу Зенице, у наступању Друге армије ЈА на запад и у Карловачкој операцији. У првој половини маја 1945. године на терену Кршко, Костањевица и Севница учествовала је у сламању и разбијању Балканске немачке групације, када је завршила свој ратни пут.

## Народни хероји Седме крајишке бригаде
- Раде Маријанац први командант бригаде
- Милан Ћуп заменик команданта бригаде
- Павле Џевер заменик командира чете у Трећем батаљону